# 유크강
유크강(러시아어: Юг)은 북드비나강의 지류이고 유역 길이는 574 km이다. 볼로그다주 니콜스크에서 발원을 한다. 유크강은 벨리키우스튜크의 수호나강으로 합류해서 북드비나강으로 흘러들어간다.